# Crocothemis striata
Crocothemis striata är en trollsländeart som beskrevs av Lúcia Garcez Lohmann 1981. Crocothemis striata ingår i släktet Crocothemis och familjen segeltrollsländor. IUCN kategoriserar arten globalt som otillräckligt studerad. Inga underarter finns listade i Catalogue of Life.